# Jalen Neal
Jalen Christopher Neal (* 24. August 2003 in Lakewood, Kalifornien) ist ein US-amerikanischer Fußballspieler.

## Karriere

### Verein
In seiner Jugend spielte Jalen Neal in der Academy von LA Galaxy und ging von dort im Sommer 2020 in den Kader der zweiten Mannschaft in der USL Championship über, wo er am 12. Juli 2020 bei einer 0:4-Niederlage gegen den Phoenix Rising FC debütierte. Zwar wurde er zur Saison 2021 auch Teil der ersten Mannschaft, auf sein MLS-Debüt musste er aber noch warten. Dies fand am 5. März 2023 statt, als er bei einer 1:3-Niederlage gegen den FC Dallas in der 65. Minute für Kelvin Leerdam eingewechselt wurde. Danach bekam er einen festen Platz in der Mannschaft, welchen er bis zum Juni 2023 ausfüllte. Danach kam er von einer Länderspielabstellung mit Bauchbeschwerden zurück, die sich später als eine Sportlerleiste herausstellten. Die Saison 2024 verlief dann wieder besser, wenngleich er auch aufgrund seiner Beschwerden erst wieder ab April spielen konnte. Ab da war er ein wichtiger Teil der Mannschaft und stand, soweit er eingesetzt wurde, meistens über die volle Spielzeit auf dem Platz. Am Ende der Saison sicherte er mit seiner Mannschaft in den Play-offs den Gewinn des MLS Cup.
Zur Saison 2025 sicherte sich das kanadische Franchise CF Montreal seine Rechte, bei welchem er bis heute noch spielt.

### Nationalmannschaft
Nach der U16 war er in der US-amerikanischen U20 aktiv und nahm mit dieser an der CONCACAF-Meisterschaft 2022 teil, welche er mit seinem Team am Ende auch gewann.
Sein Debüt in der A-Nationalmannschaft hatte er am 25. Januar 2023, als er bei einer 1:2-Freundschaftsspielniederlage gegen Serbien in der Startelf stand. Er war auch beim Gold Cup 2023 dabei und erreichte mit seinem Team das Halbfinale, in welchem er jedoch nicht eingesetzt wurde.